# Man van Smarten

Man van Smarten van Geertgen tot Sint Jans (1480-1490), Museum Catharijneconvent

Een Man van Smarten is een devotionele afbeelding van de levende Christus die de wonden van zijn passie toont aan de gelovigen. Christus wordt dus afgebeeld met de wonden van de nagels in handen en voeten, de lanssteek in zijn zijde en gekroond met de doornenkroon. Dikwijls worden de instrumenten van de passie ook afgebeeld, meestal gedragen door engelen. Dit thema verschilt van het gelijkaardige Ecce Homo motief waar Christus wordt voorgesteld zoals hij door Pilatus aan het volk getoond wordt na de geseling, zonder de wonden van de kruisiging dus. Het beeld symboliseert de essentie van het Christelijk geloof omdat het een samenvatting is van het lijden en de verrijzenis. Het thema werd populair in de veertiende eeuw en was zeer geliefd in de late middeleeuwen, maar het bleef ook in de renaissance en daarna een regelmatig terugkerend onderwerp. Men verwijst dikwijls naar de tekst in Jesaja 53:3-4 als een voorafbeelding van de Man van Smarten in het Oude Testament.

## Geschiedenis

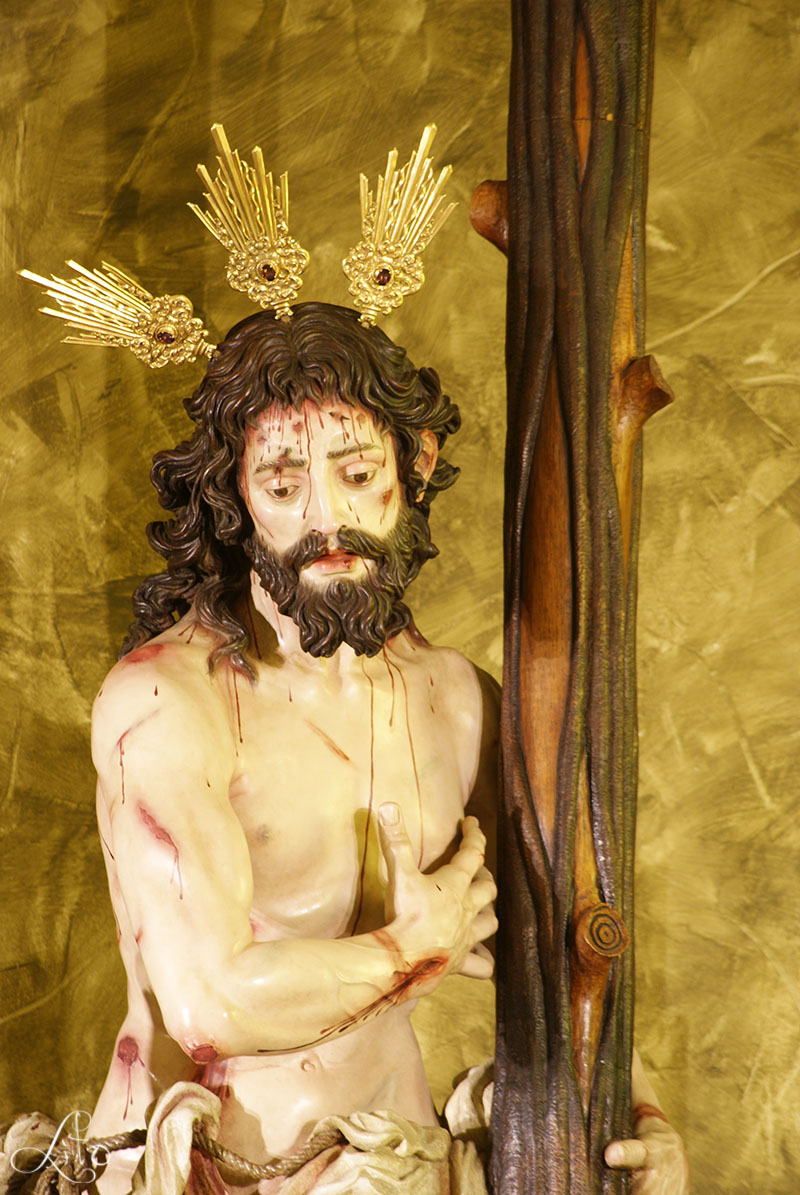
Man van Smarten, gesneden in 2003. Broederschap OLV van de Zon, Sevilla.

In de vroege geschiedenis van het christendom was de rol van het beeld bij het gebed en de meditatie nauwelijks een rol. Sommigen vonden het gebruik van beelden zelfs ongeoorloofd wat aanleiding gaf tot het iconoclasme in de oosterse kerk. Maar er waren theologen die positief stonden tegenover het gebruik van beelden zoals Dionysius de Areopagiet (ca. 500) die stelde dat het beeld een schakel kon vormen tussen de mens en het spirituele. Gregorius de Grote had het zelfs over de Bijbel voor de ongeletterden. Niettemin zou het tot de elfde eeuw duren voor men het beeld ging zien als een hulpmiddel om de onzichtbare realiteit duidelijk te maken en pas in het begin van de twaalfde eeuw ontstaan de eerste gebedenboeken met een uitgebreide beeldcyclus, onder meer het St. Albans Psalter. De eerste beeldcycli zijn meestal nog beschrijvend en illustratief maar meer en meer gaat men in de vrouwenkloosters de beelden zien als hulpmiddel bij de meditatie en gedurende de dertiende eeuw vonden geïllustreerde manuscripten ook ingang in de mannenkloosters. Het beeld werd niet meer gezien als een hindernis voor de devotie maar als een hulpmiddel bij het ervaren van het bovennatuurlijke en de mystieke ervaring. De beelden werden realistischer en het gruwelijke in de passiescènes was bedoeld om het 'mede-lijden' bij de gelovige op te wekken. Hieruit groeide het "Andachtsbild" of devotiebeeld zoals de "Man van Smarten", een afbeelding die door inhoud en vormgeving een instrument was voor de persoonlijke contemplatie.

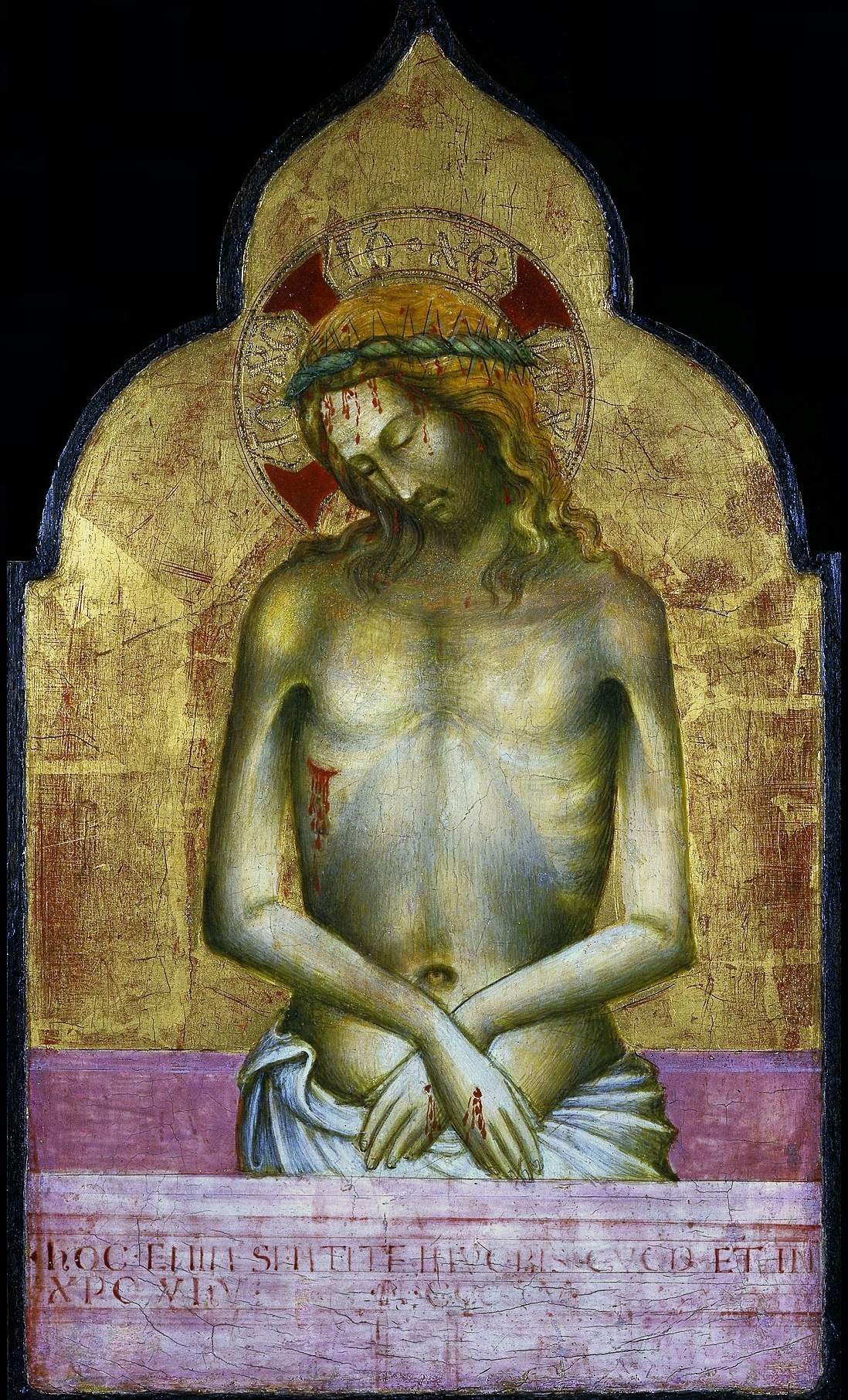
Maestro delle Madonna Strauss, 1405, Imago Pietatis

Het motief voor de "Man van Smarten" werd wellicht overgenomen van het Byzantijnse epitaafbeeld (epitaphios) van Goede Vrijdag: de imago pietatis, een frontale voorstelling van de lijdende Christus, afgebeeld in buste, met de armen gekruist voor het lichaam en gesloten ogen. Een dergelijke imago pietatis in mozaïek bevond zich sedert de 12e eeuw in de Santa Croce in Gerusalemme. In Italië werd deze afbeelding gekopieerd vanaf de 13e eeuw, maar ook ten noorden van de Alpen ziet men het beeld opduiken vanaf de tweede helft van de dertiende eeuw. In tegenstelling tot de afbeelding op de icoon wordt Christus ten voeten uit, en levend met geopende ogen afgebeeld en in de late middeleeuwen geeft men de voorkeur aan een volplastische afbeelding.
Vanaf de 14e eeuw raakt het beeld sterk verspreid door de aflaten die aan het bidden van de "zeven gebeden van Sint Gregorius" bij deze afbeelding verbonden werden, men dacht namelijk dat dit een afbeelding was van de Christus die was verschenen aan paus Gregorius  en de gelovigen tijdens een mis opgedragen in de Santa Croce in Gerusalemme (zie ook Gregoriusmis). Gezien een aflaat van 14.000 jaar verbonden was aan het bidden van deze zeven gebeden voor om het even welke kopie van de afbeelding door paus Urbanus VI, werd het thema vrij snel populair over gans Europa.

## Galerij

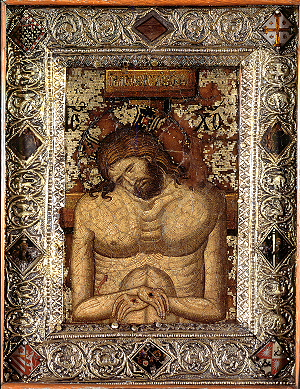
Anoniem, ca. 1300, Santa Croce in Gerusalemme, Rome
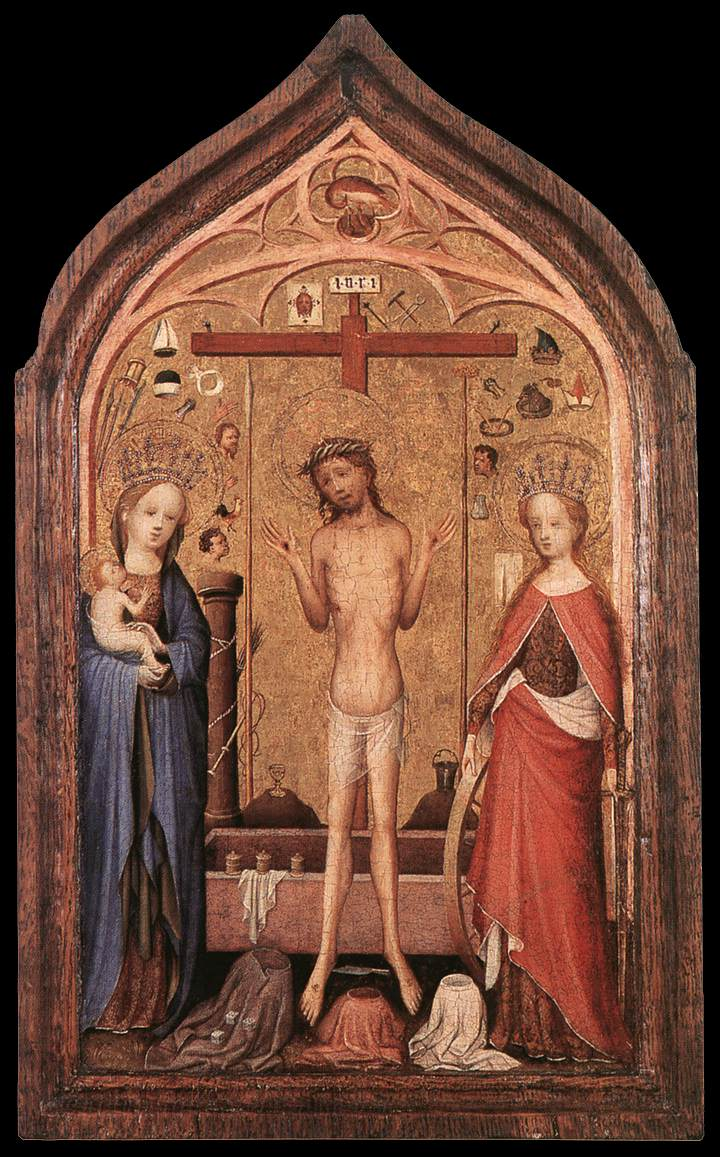
Meester van de heilige Veronica, 1400-1420, Koninklijk Museum voor Schone Kunsten Antwerpen
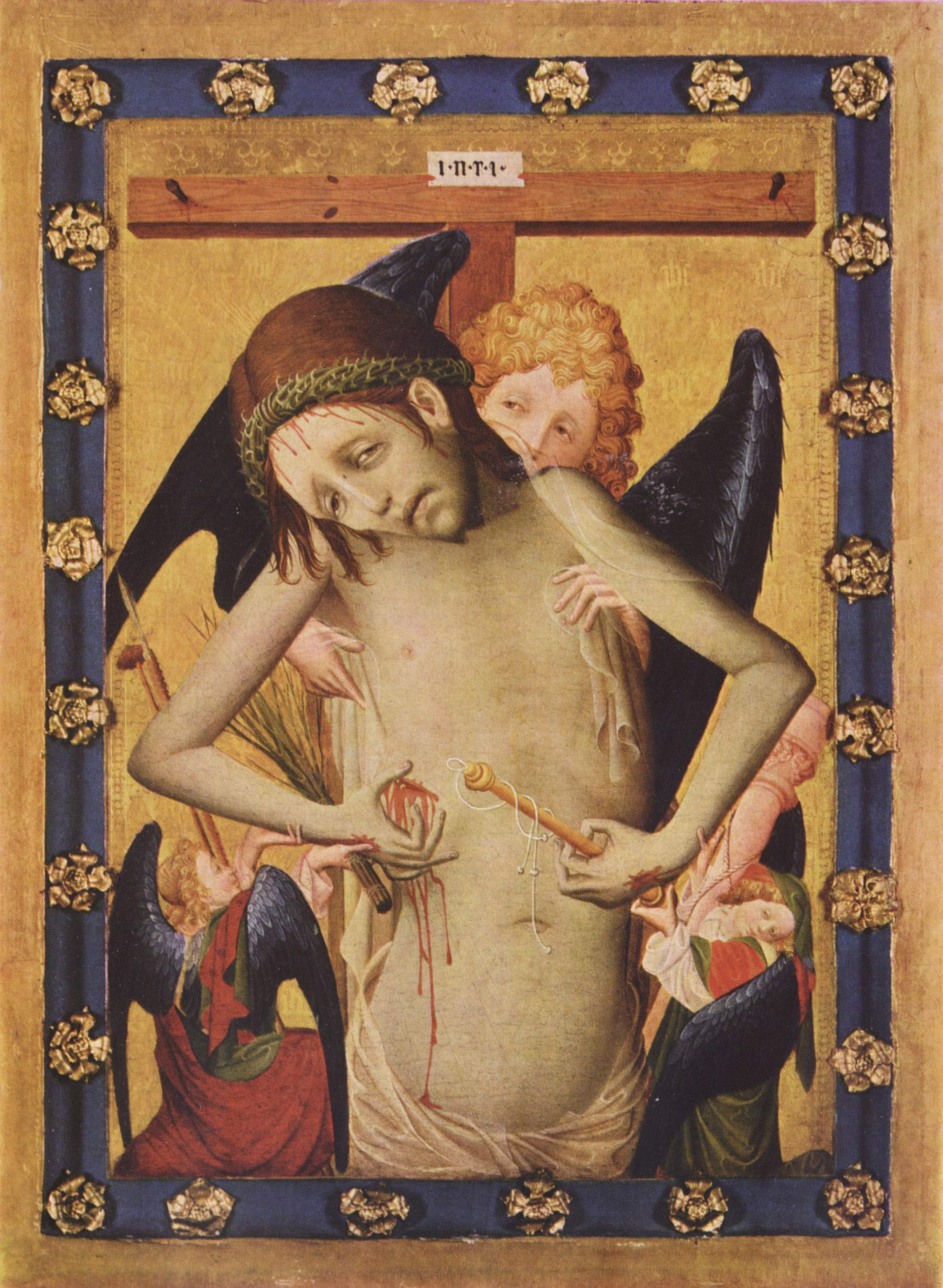
Meester Francke, 1430, Museum der bildenden Künste, Leipzig
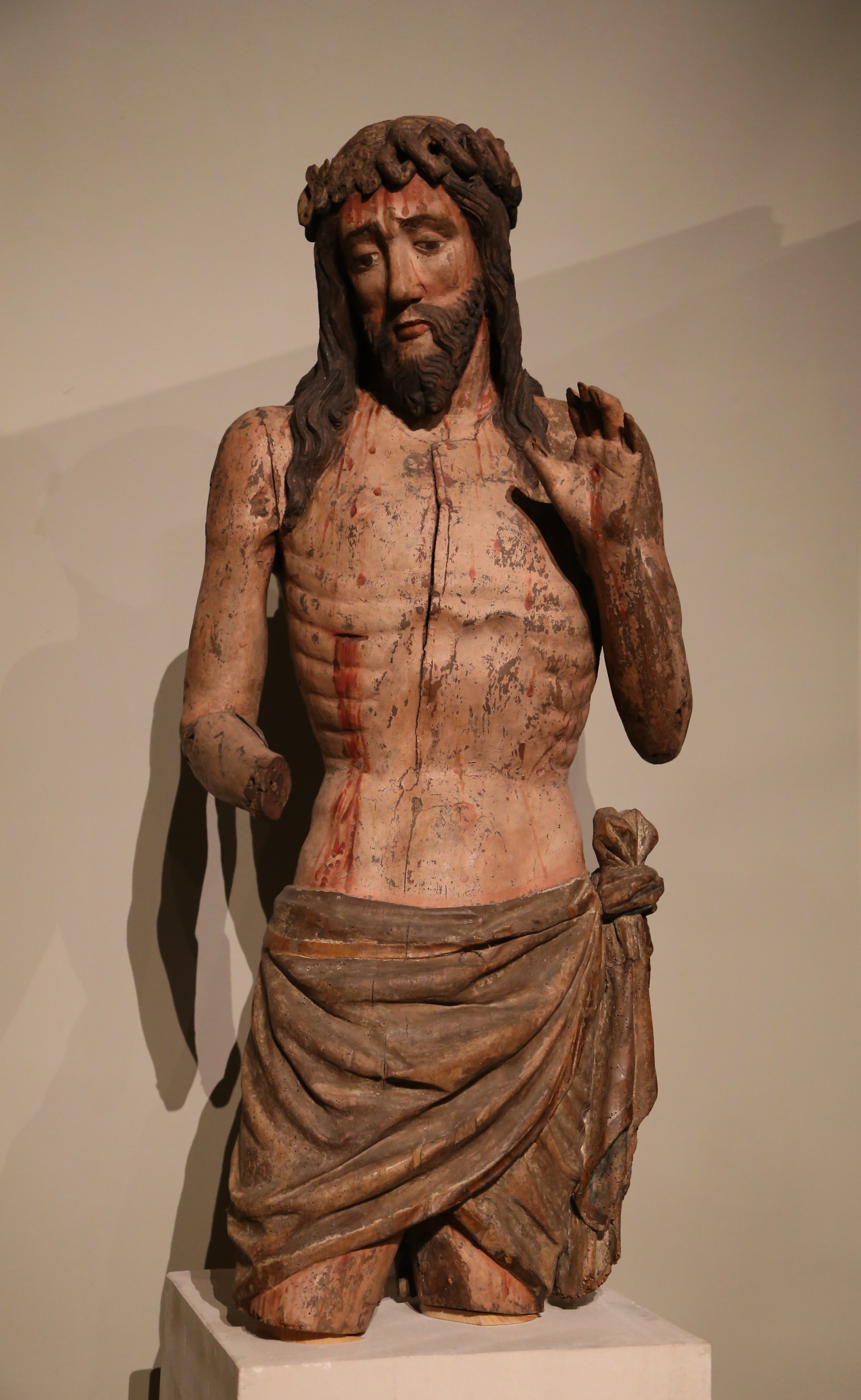
Anonieme kunstenaar, ca. 1430, Beieren, Bayerisches Nationalmuseum in München
Giovanni Bellini, 1460-1469, Museo Poldi Pezzoli, Milaan
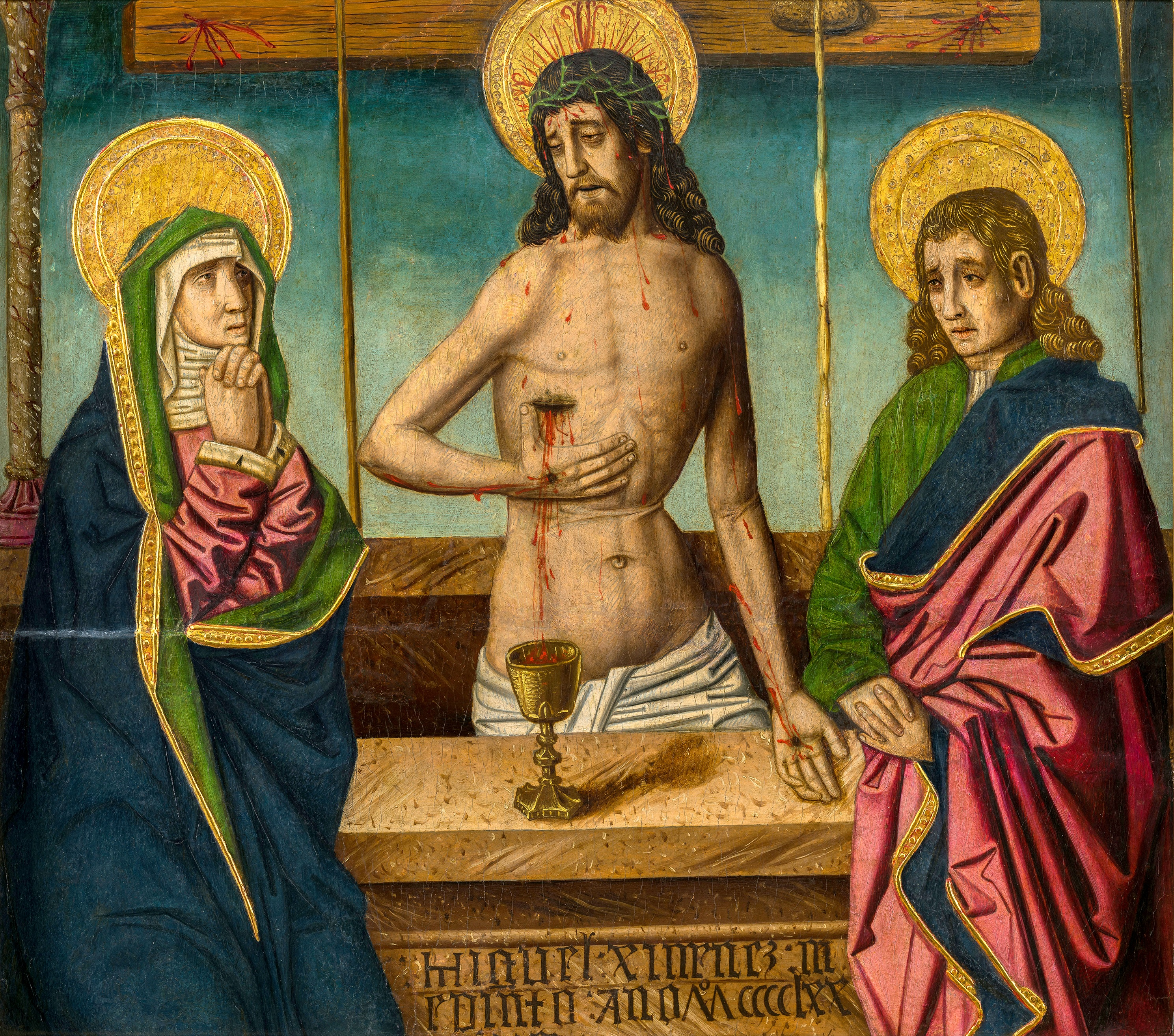
Miguel Ximénez, 1470,  Wawel kasteel, Krakau
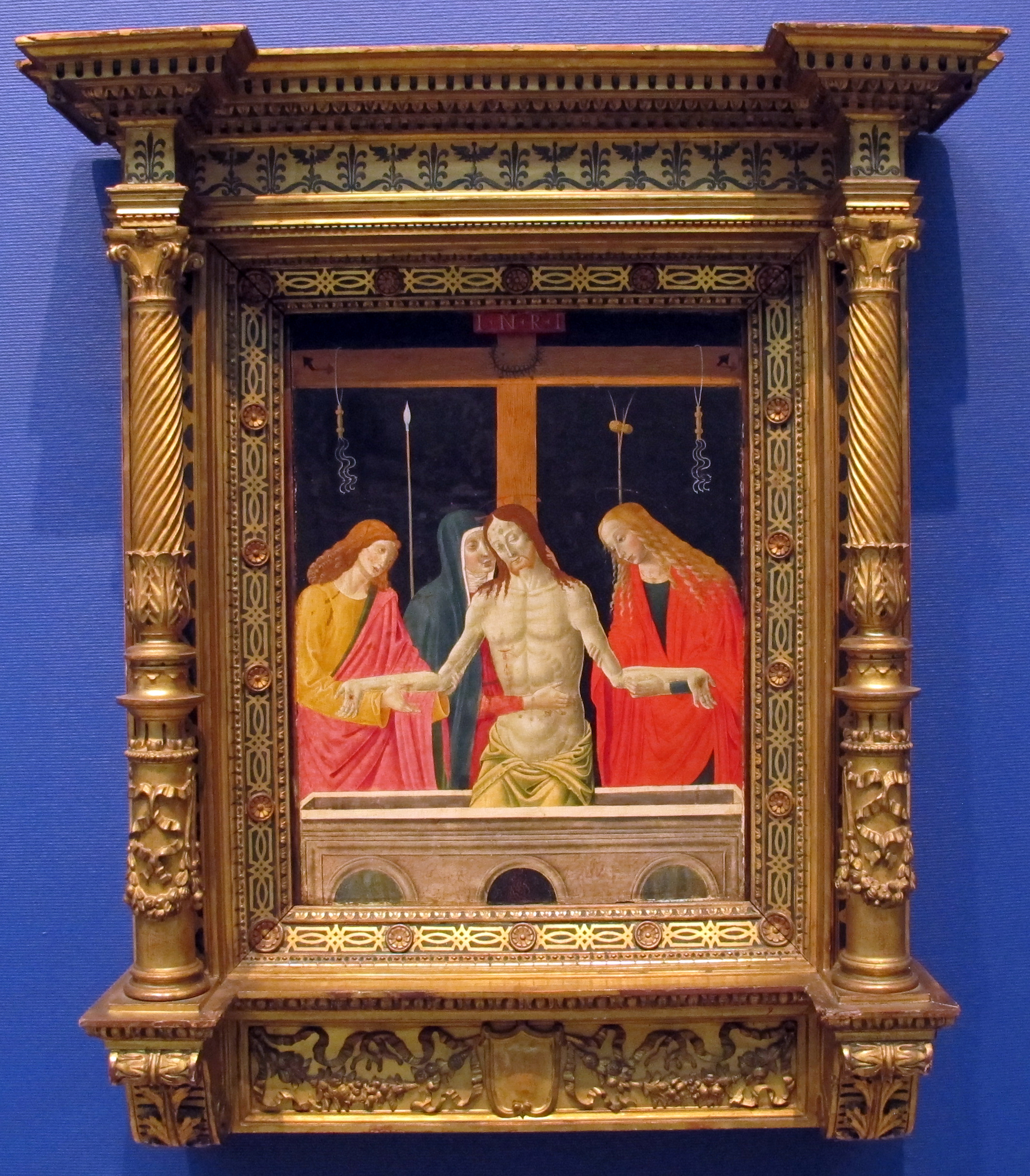
Alesso di Benozzo, ca. 1490,  Musée d'art et d'histoire de Genève
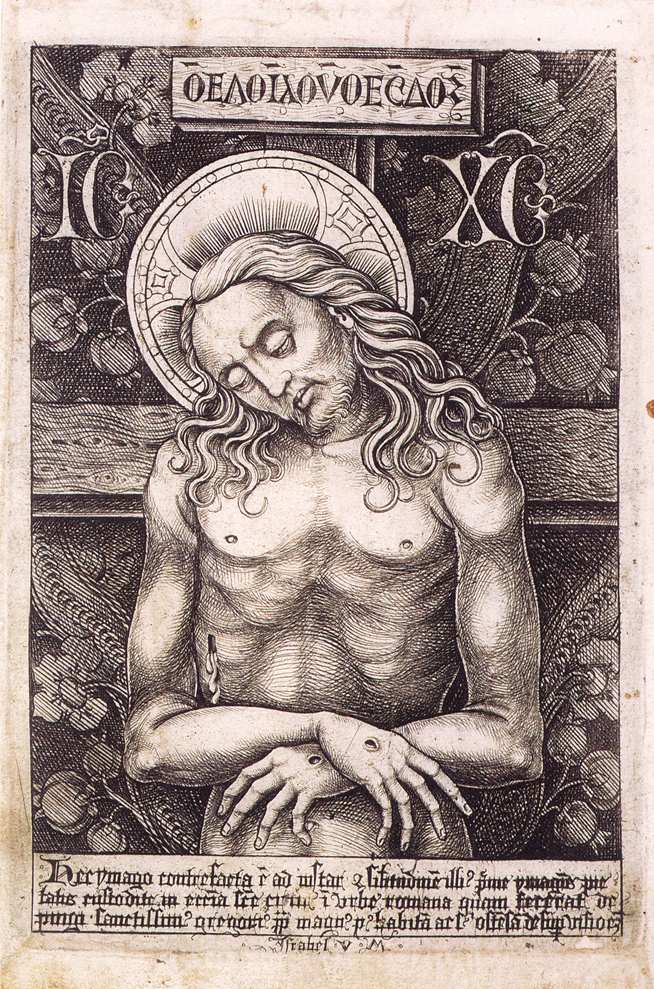
Israhel van Meckenem, ca. 1490, Staatliche Museen zu Berlin
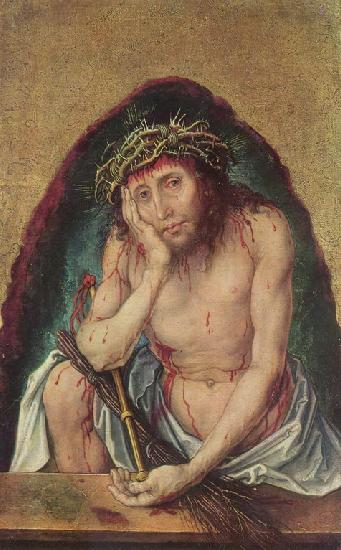
Albrecht Dürer, 1490-1493, Staatliche Kunsthalle Karlsruhe
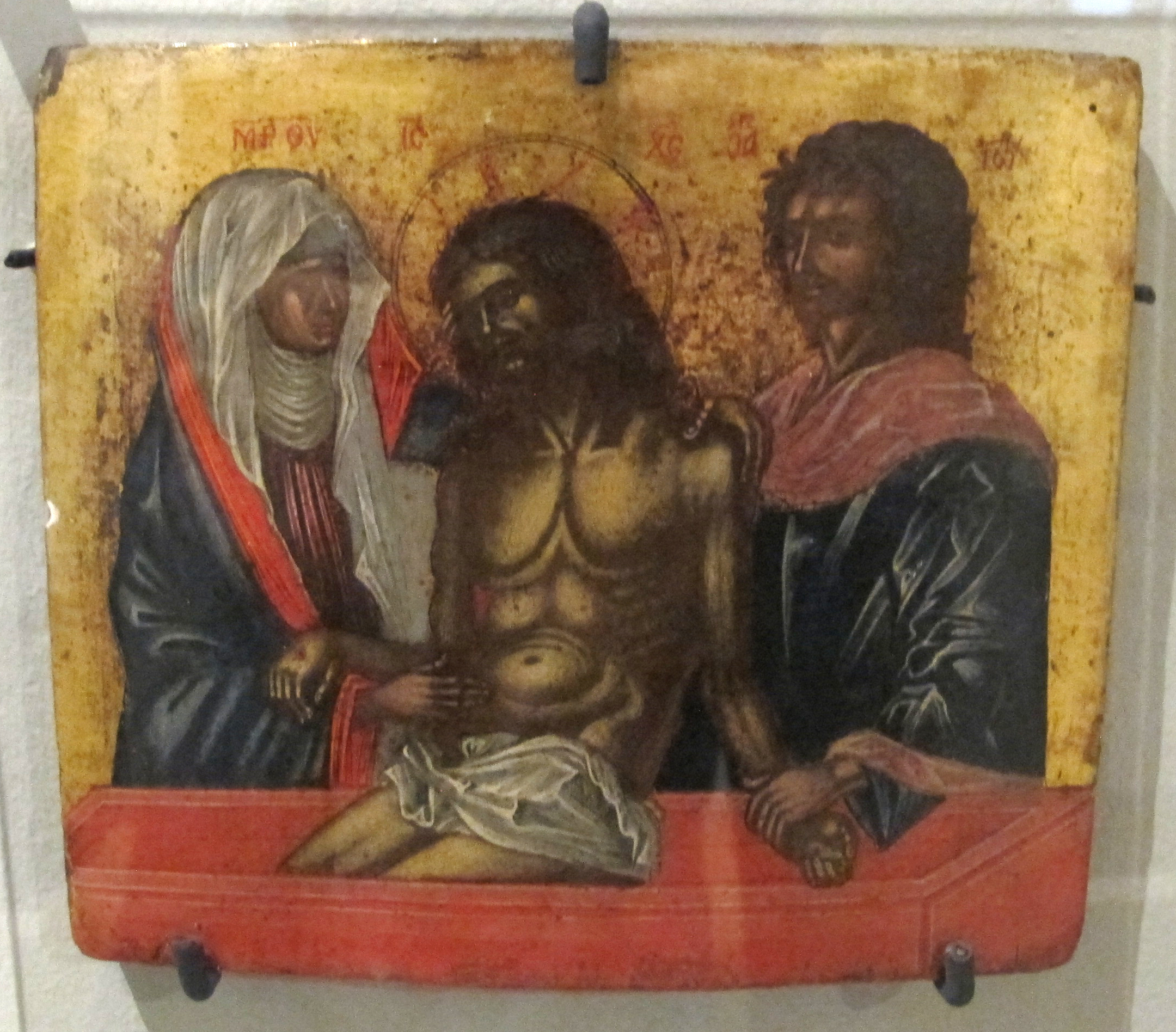
Venetië of Ionische eilanden, 16e eeuw, Musée d'art et d'histoire de Genève
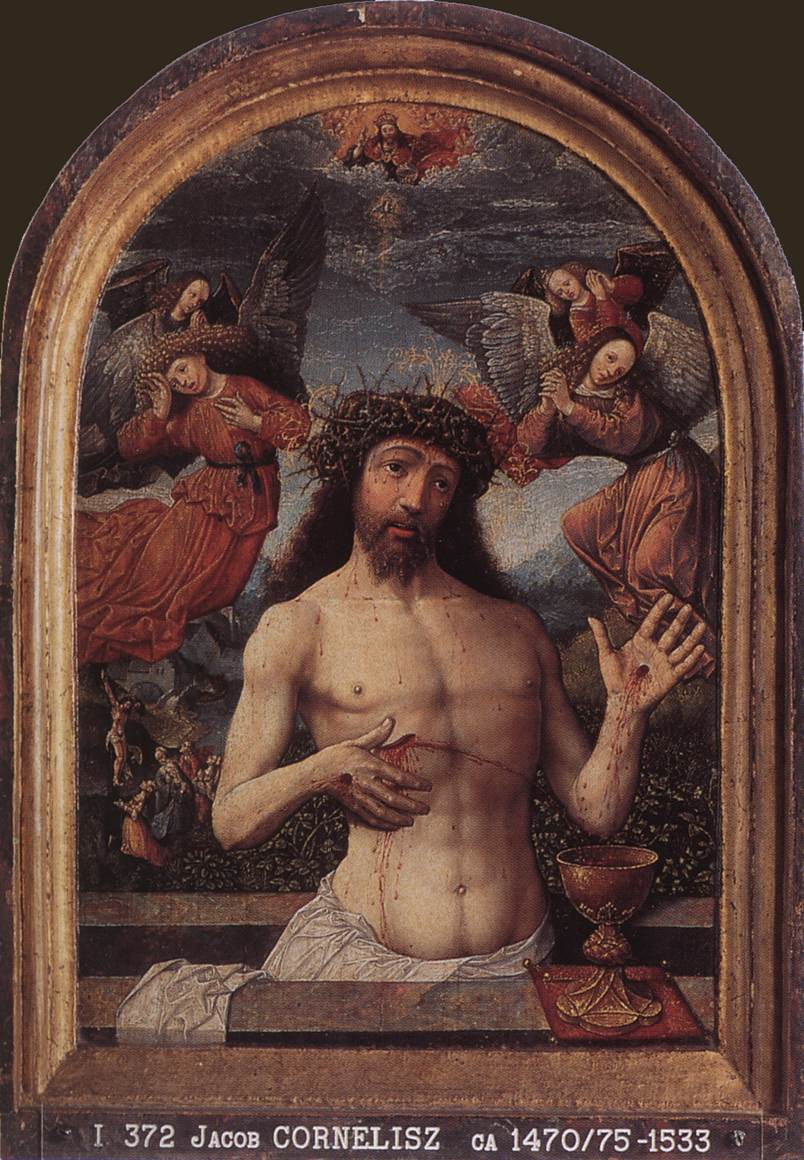
Jacob Cornelisz. van Oostsanen, 1510, Museum Mayer van den Bergh, Antwerpen
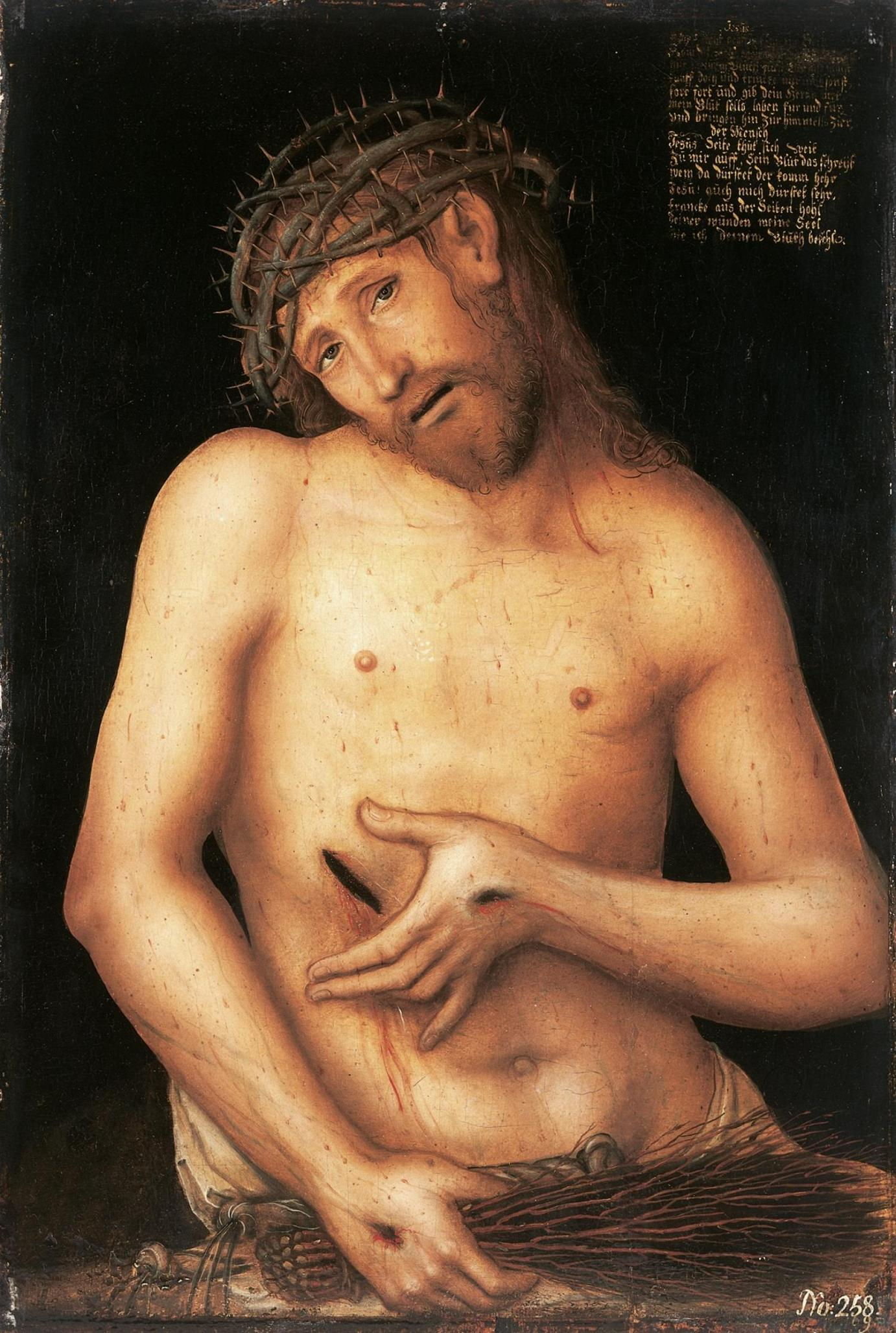
Lucas Cranach de Oude,  ca. 1515, Kunstsammlungen Böttcherstraße, Bremen
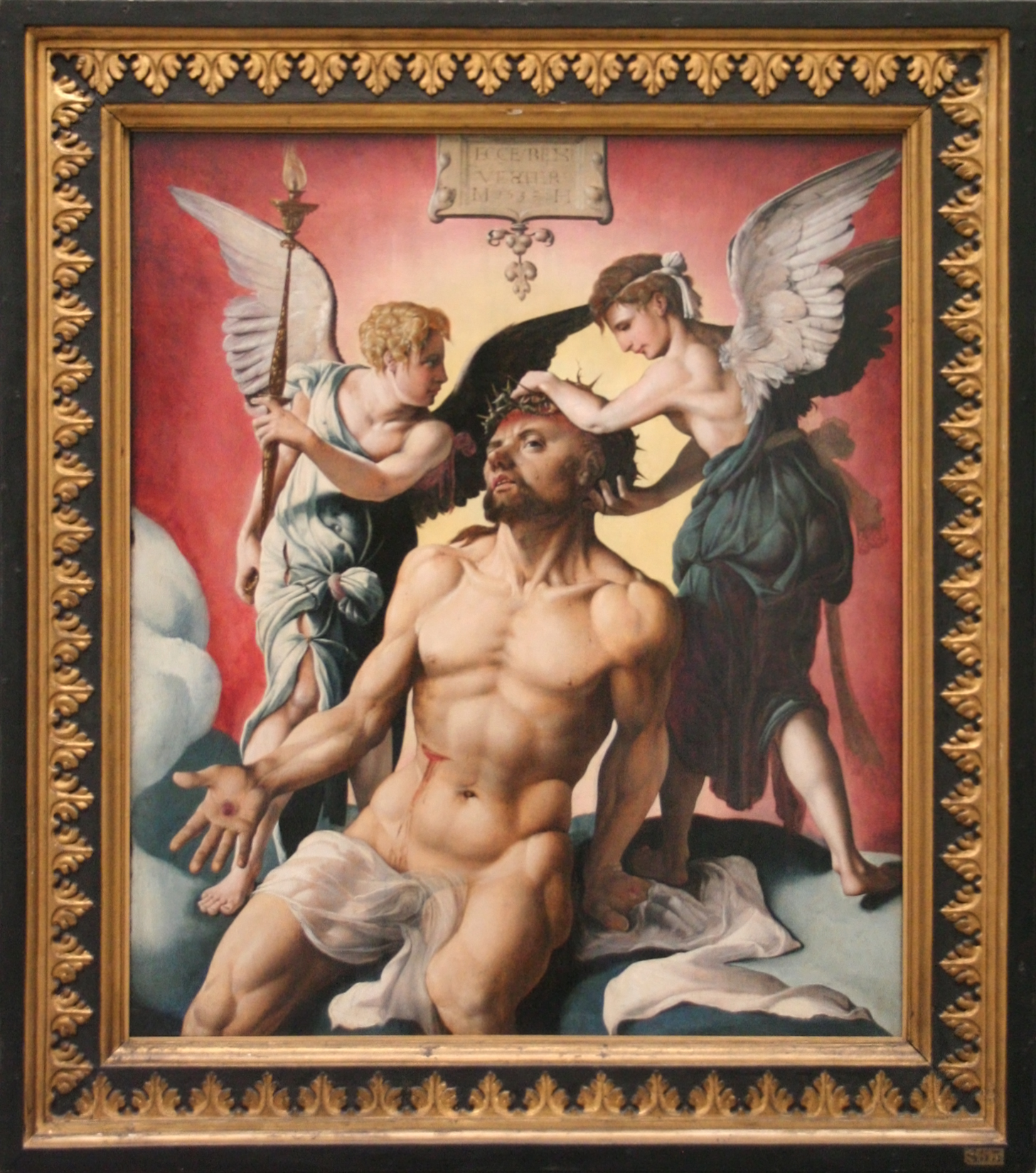
Maarten van Heemskerck, 1532, Museum voor Schone Kunsten, Gent

## Verwante thema's
Een aantal andere populaire thema's uit de beeldende kunsten zijn vrij gelijkaardig zoals:
- Ecce Homo
- Piëta
- Christus op de koude steen
- Gregoriusmis
- Genadestoel